# 二側錐三角柱
二側錐三角柱（英文：Biaugmented triangular prism）屬於詹森多面體之一（J50）。形如其名地，它可由兩個正四角錐（J1）以底面黏合在一個正三角柱的兩個側面上組合而成，這與側錐三角柱（J49）和三側錐三角柱（J51）有著極為相似的構造。這92種詹森多面體最早在1966年由諾曼·詹森命名並予以觀察描述。在化學中，部分分子呈二側錐三角柱形狀，例如N2H6ZrF6。

## 性質
二側錐三角柱共由11個面、17條邊和8個頂點組成。在其11個面中有10個三角形面和1個正方形面。二側錐三角柱可以視為三角柱與2個正四角錐的組合:86，因此在二側錐三角柱的10個三角形面又可以分成兩組，一組為側錐的側面，每個側錐有4個正三角形，共8個正三角形；以及三角柱的兩個三角形底面。

### 體積與表面積
若二側錐三角柱邊長為單位長，則其體積{\displaystyle V}與表面積{\displaystyle A}為：
{\displaystyle V={\frac {4{\sqrt {2}}+3{\sqrt {3}}}{12}}\approx 0.904417}
{\displaystyle A=1+{\frac {5{\sqrt {3}}}{2}}\approx 5.33013}

### 頂點座標
若二側錐三角柱邊長為單位長，則其頂點座標為：
{\displaystyle \left(\pm {\frac {1}{2}},\,\pm {\frac {1}{2}},\,{\frac {\sqrt {3}}{6}}\right)}
{\displaystyle \left(0,\,\pm {\frac {1}{2}},\,-{\frac {\sqrt {3}}{3}}\right)}
{\displaystyle \left(\pm {\frac {1+{\sqrt {6}}}{4}},\,0,\,-{\frac {3{\sqrt {2}}+{\sqrt {3}}}{12}}\right)}

### 二面角
二側錐三角柱有5種二面角，其中分別是2種三角形-正方形交角和3種三角形-三角形交角。
其中一種三角形-正方形交角來自於三角柱底面和側面的交稜，二面角為90度；另一種三角形-正方形交角則來自側錐側面的三角形與三角柱側面的交稜，其角度約為114.73561度：
{\displaystyle \cos ^{-1}{\left(-{\frac {3{\sqrt {2}}-{\sqrt {3}}}{6}}\right)}\approx 114.73561^{\circ }}
另外三個二面角分別為兩側錐側面的交稜約169.47122度、側錐側面與三角柱底面的交稜約144.73561度、以及同個側錐中兩側面的交稜約109.47122度。
兩側錐側面稜的交角{\displaystyle =\cos ^{-1}{\left(-{\frac {1+2{\sqrt {6}}}{6}}\right)}\approx 169.47122^{\circ }}
側錐側面與三角柱底面稜的交角{\displaystyle =\cos ^{-1}{\left(-{\frac {\sqrt {6}}{3}}\right)}\approx 144.73561^{\circ }}
同個側錐中兩側面稜的交角{\displaystyle =\cos ^{-1}{\left(-{\frac {1}{3}}\right)}\approx 109.47122^{\circ }}

## 對偶多面體
根據對偶多面體的定義，多面體的對偶多面體其面將會是原始多面體的頂點圖，而二側錐三角柱的由6個四面角（其中4個是3個三角形和1個正方形的公共角、2個是4個三角形的公共角）和2個五面角（3個三角形的公共角）組成，因此對應的對偶多面體會有6個四邊形和2個五邊形面，為截去2個非頂角頂點的雙三角錐。

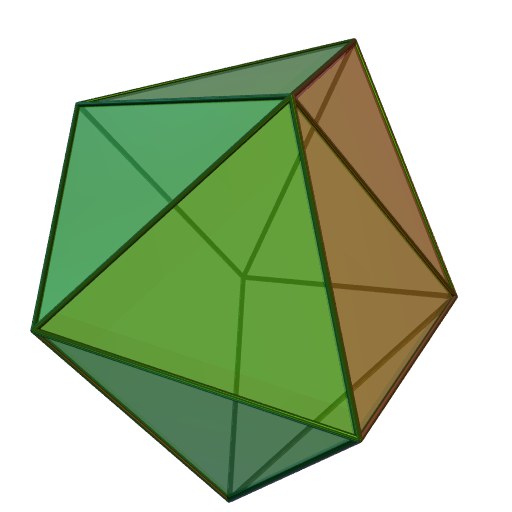
二側錐三角柱
二側錐三角柱的對偶多面體

## 相關多面體
二側錐三角柱是2個側面被四角錐取代的三角柱。其他也是側面被取代的三角柱結構有側錐三角柱和三側錐三角柱。:86

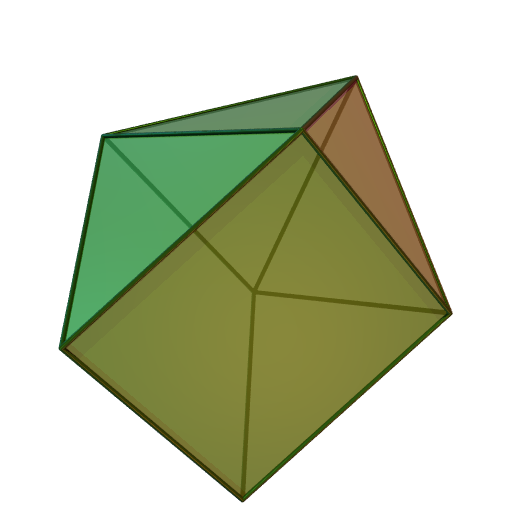
側錐三角柱
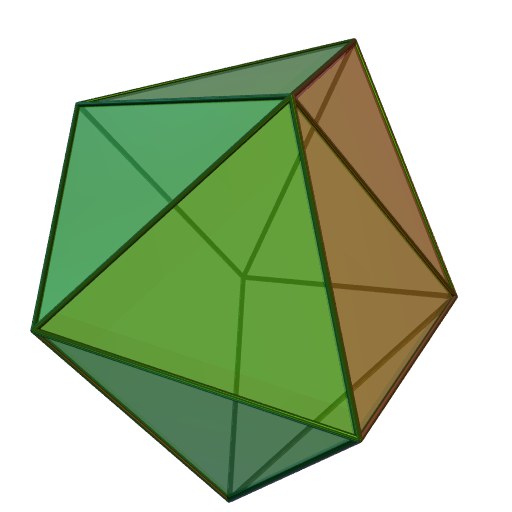
二側錐三角柱
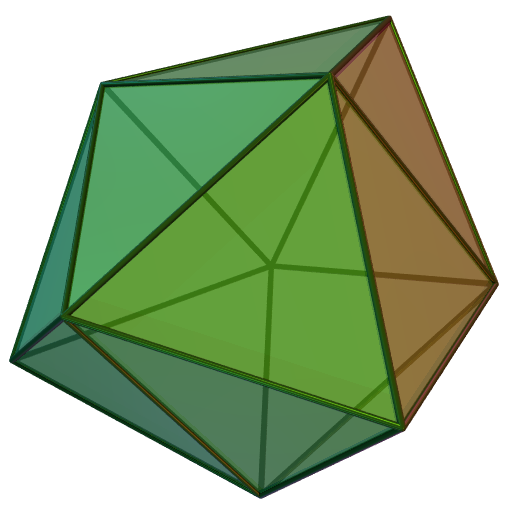
三側錐三角柱

二側錐三角柱是底面為三角形之柱體對應的二側錐柱體，其他的二側錐柱體有：
| 側錐方式     | 3              | 4              | 5              | 6              | 7                | 8                |
| ------------ | -------------- | -------------- | -------------- | -------------- | ---------------- | ---------------- |
| 鄰           |                |                |                |                |                  |                  |
| 二側錐三角柱 | 鄰二側錐四角柱 | 鄰二側錐五角柱 | 鄰二側錐六角柱 | 鄰二側錐七角柱 | 鄰二側錐八角柱   |                  |
| 間           | -              | -              |                |                |                  |                  |
| 間           | -              | -              | 間二側錐五角柱 | 間二側錐六角柱 | 間二側錐七角柱   | 間二側錐八角柱   |
| 對           | -              |                | -              |                | -                |                  |
| 對           | -              | 對二側錐四角柱 | -              | 對二側錐六角柱 | -                | 對二側錐八角柱   |
| 1,4          | -              | -              | -              | -              |                  |                  |
| 1,4          | -              | -              | -              | -              | 1,4-二側錐七角柱 | 1,4-二側錐八角柱 |

## 外部連結
- 埃里克·韦斯坦因. . MathWorld.
- 埃里克·韦斯坦因. . MathWorld.